# Карабинеры

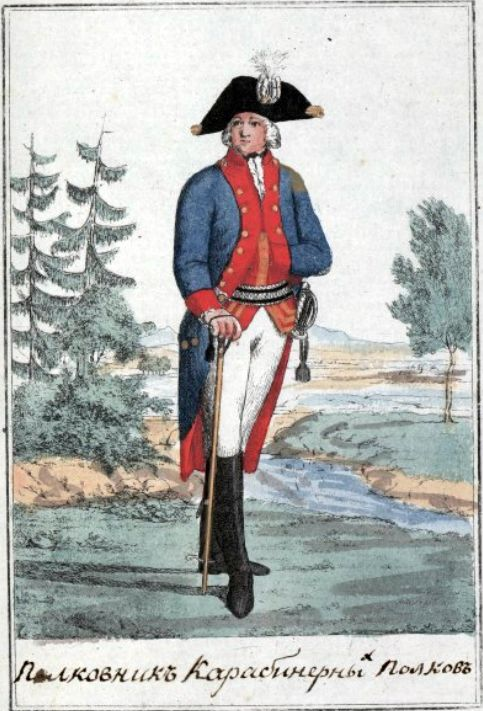
Полковник в мундире карабинерных полков Российской империи, 1793 год.

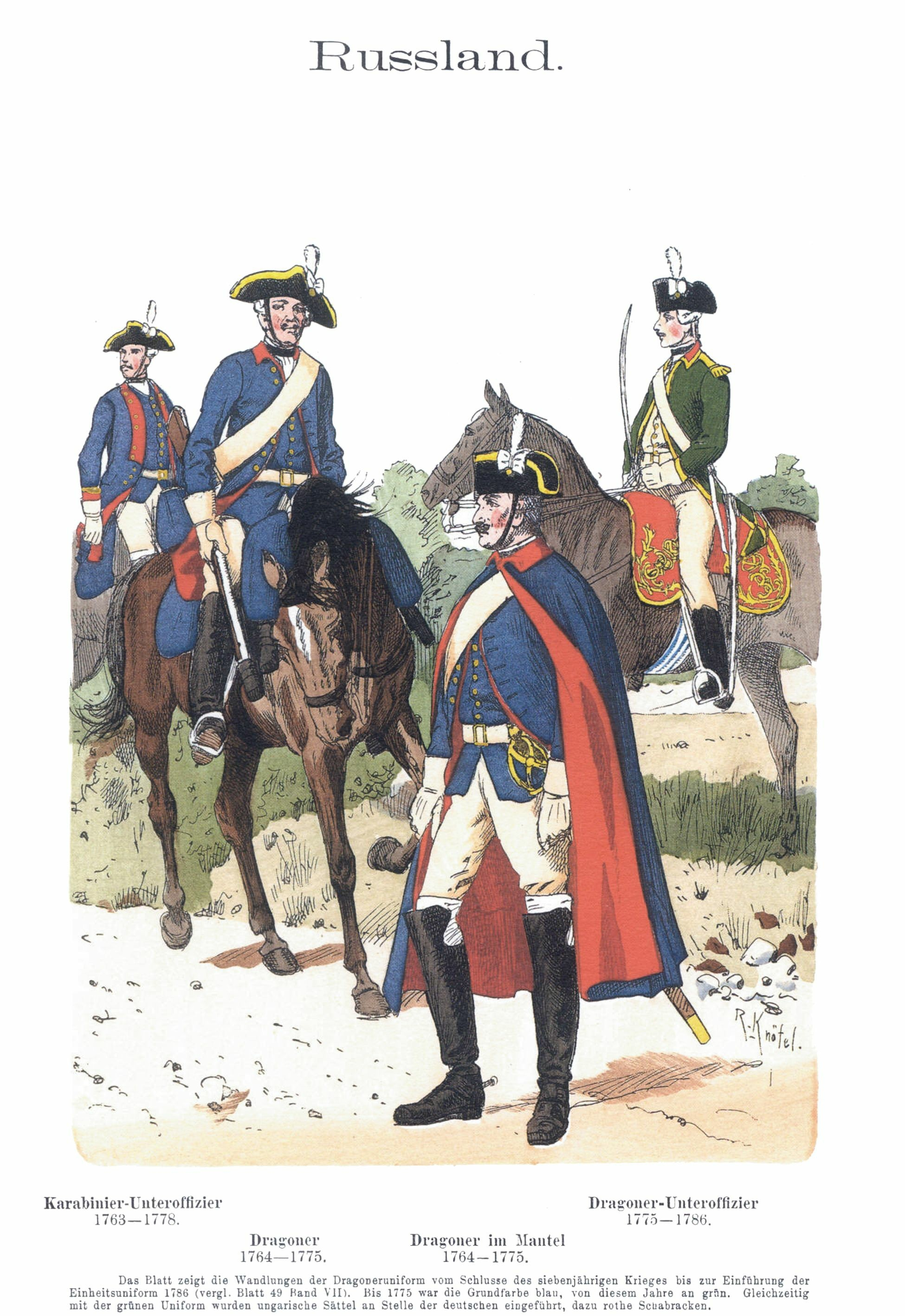
Слева, конный карабинер (унтер-офицер) в Российской империи, 1763—1778 годов.

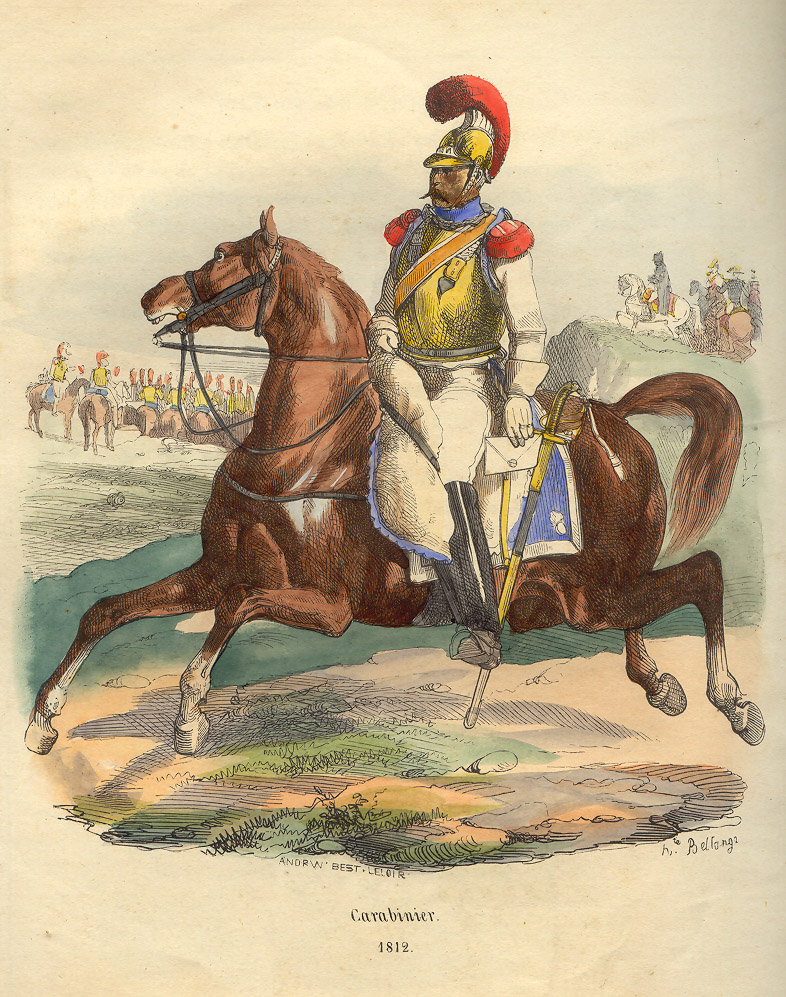
Наполеоновский карабинер, 1812 года.

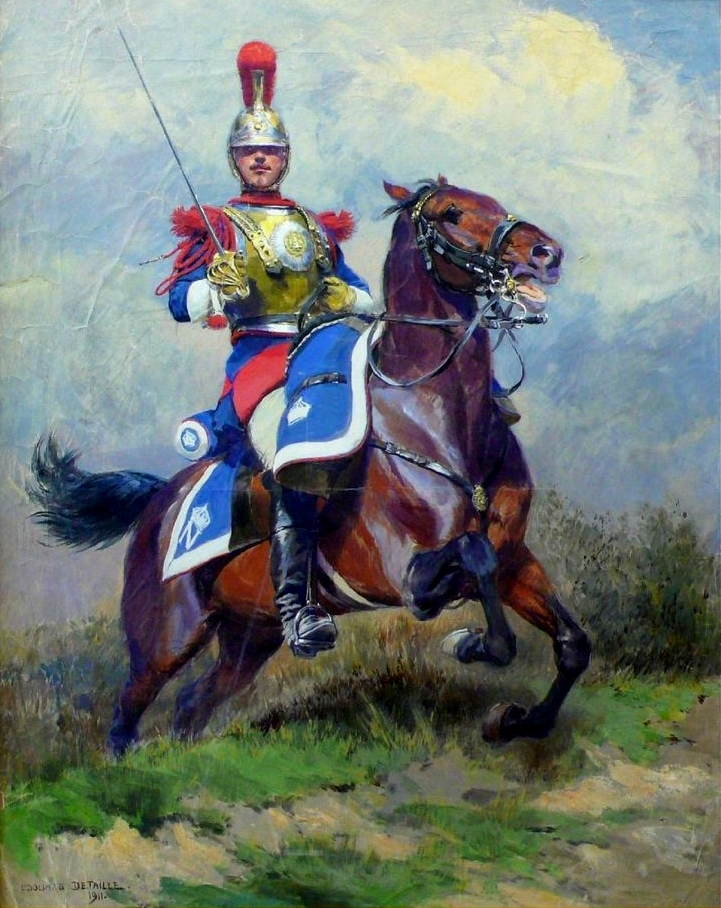
Карабинер императорской гвардии времён Второй империи. Художник Эдуар Детайль (1911)

Карабине́ры (исп. carabiniers или фр. carabinier) — изначально появившийся в европейских армиях к середине XVI века вид тяжелой кавалерии, родственный рейтарам, драгунам, кирасирам и конным егерям. В дальнейшем с тем же названием созданные в 1829 году в Испании конные и пешие отряды для наблюдения за границами и побережьем Испании, а также борьбы с налоговым мошенничеством и контрабандой, под названием Королевский карабинерный корпус побережья и границ, в 1814 году в Италии Arma dei Carabinieri и ряда других стран, представляющие собой силы военной полиции и жандармерии.
Появление карабинеров тесно связано с рейтарами. После возрождения в Западной Европе тяжелой пехоты и упадка значения на поле боя кавалерии, начало которому положила Битва при Куртре 11 июля 1302 года, кавалерия начала искать способы борьбы с пехотой, которая благодаря плотным построениям (терции) стала для кавалерии плохо досягаема. Ответом кавалерии стала тактика уничтожения ощетинившейся пиками пехоты на дистанции, а средством стали длинноствольные пистолеты и карабины с колесцовым замком. Пехота в ответ принялась вооружаться мушкетами с фитильным замком, что собственно и стимулировало развитие массового перевооружения армий огнестрельным оружием. Именно наличие колесцового замка с головой выдает оружие кавалериста, в то же самое время как фитильный замок на мушкете выдает оружие пехотинца. Карабин намного легче мушкета и занимает промежуточное положение между мушкетом и длинноствольным пистолетом. Встречаются и парные карабины, которые перевозились наподобие пистолетов, но так же появились карабины с погоном на левой стороне оружия. Калибр карабинов несколько меньше, чем у современных им мушкетов. Так же как рейтары, карабинеры применяли тактику караколя.
Карабинеры с самого начала были одной из элитных и дорогих из-за дорогостоящего снаряжения и обеспечения частью кавалерии и изначально их набирали из лучших жандармов и появившихся к этому времени кирасир. Со временем из них создавались элитные гвардейские подразделения уже с иным вооружением, мушкетёры военного дома короля Франции.
В отличие от появившихся драгун, которые на заре своего появления были пехотой, передвигающейся на конях, но ведущих бой в пеших порядках, карабинеры были конными стрелками.
Массовый переход на огнестрельное оружие повлиял на доспех тяжелой кавалерии. Произошёл отказ от полного доспеха, который в итоге остался только в виде кирасы у кирасир, а глухой шлем заменила каска, обеспечивающая кавалеристу хороший обзор.
Несмотря на перевооружение с карабинов с колесцовыми замками на ружейные карабины, за карабином закрепился определенный стандарт. В первую очередь, более короткий чем у пехотного ружья ствол. Это стало стандартным, независимо от способа перевозки карабина: на ремне «по-пехотному», на панталере или в ольстре «по-кавалерийски». Длина ствола определялась расстоянием от места крепления к панталеру у пояса до земли. Второй характерной чертой карабина стал погон с левой стороны. Ещё более короткий ствол был у кавалерийских штуцеров (нарезных ружей), что обуславливалось двумя факторами: более сложным изготовлением и тем, что даже с более коротким стволом нарезные ружья стреляли дальше.
К середине XIX века передовые вооружённые силы имели в пехоте (инфантерии) до трети стрелков, вооружённых карабинами (штуцерами). Благодаря наличию нарезов карабины (штуцеры) обеспечивали во много раз лучшую меткость стрельбы, чем гладкоствольные ружья. Действительная дальность стрельбы из них была также намного больше — до 300 метров и более по сравнению со 100—150 метрами, бывшими предельной дистанцией для гладкоствольных ружей.
В европейских армиях карабинерные формирования относились к тяжёлой коннице. В Российской императорской армии на период с 1760 по 1790 года часть драгунских полков были переформированы в карабинерные. Карабинеры Франции получили кирасы в 1809 году, фактически превратившись в кирасир.
К моменту появления винтовки от карабинеров как отдельного вида кавалерии осталось только одно название, и фактически они уже ничем не отличались от драгун. В дальнейшем их название передалось совсем другому роду войск, и объединяет их только карабин как основное оружие.
Сейчас слово используется в обозначении полиции или жандармерии некоторых стран, таких как Италия, Боливия, Колумбия, Чили и так далее. В Молдавии карабинеры самостоятельных полицейских функций не выполняют, но привлекаются для оцеплений, патрулирования, где старший — полицейский. Так Карабинерные войска (итал. Arma dei Carabinieri, дословно — вооружённые карабинами) — один из четырёх видов итальянских вооружённых сил (ВС Италии) наряду с Сухопутными войсками, военно-морскими и военно-воздушными силами. Исполняют полицейские функции на территории Италии и функции военной полиции в ходе заграничных операций за её пределами.

## Происхождение
Первоначально под наименованием рода оружия — «карабены», а позднее карабинеры (carabiniers), появились в испанской армии — в 1679 году в каждой роте кавалерии было присвоено лучшим стрелкам название «карабены» с назначением повышенного оклада жалования, а затем термин прижился в французской армии и распространился на конных стрелков вооруженных аркебузами. Существовали в австрийских войсках с XVI века, в 1798 году последние карабинерные полки Австрии переименованы в кирасирские. Название «карабинеры» в прусской армии служило знаком отличия и применялось к 10 лучшим конным и пешим стрелкам в каждом эскадроне. В армии Российской империи карабинеры появились при Екатерине II в 1763 году. При императоре Александре I в 1803 году название «карабинер» было дано отборным нижним чинам всей конницы, вооруженным сперва штуцерами, а впоследствии карабинами, по 4 человека в каждом взводе.

## Карабинеры в Новое время

### Карабинеры в России
Термин «карабинеры» появляется в России в 1763 году как новое название для формирований тяжёлой кавалерии. Данное наименование получают шесть конно-гренадерских (то есть все существовавшие на тот момент) и тринадцать драгунских полков, ещё один (Якутский) формируется сразу в качестве карабинерного. Таким образом карабинеры становятся самым массовым видом тяжёлой кавалерии. В 1784 году к этому количеству добавляются ещё десять полков, сформированных из малороссийских казаков. В совокупности они составляли Украинский корпус (Малороссийскую конницу).
В течение царствования Екатерины II часть карабинерных полков переименовывается, часть расформировывается, и к 1796 году их остаётся шестнадцать (в том числе восемь малороссийских).
При вступлении на трон Павла I термин «карабинеры» отменяется, девять полков становятся кирасирскими, шесть — драгунскими, один расформировывается.
Позднее, при Александре I, карабинеры появляются вновь, но теперь это уже новое обозначение для солдат конно-гренадерсих полков. Карабинерными с 1815 года становятся семь полков, отличившихся в боевых действиях против наполеоновской армии (1-й, 3-й, 8-й, 14-й, 17-й, 26-й, 29-й полки).
С этого времени карабинеры в егерских частях русской армии становятся аналогом гренадер в тяжёлой пехоте.

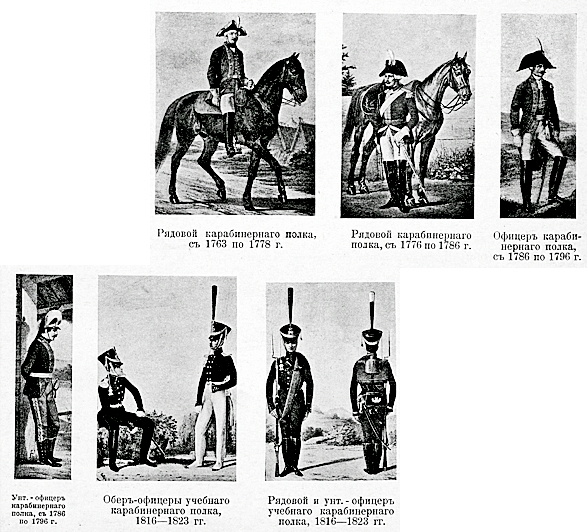
Рисунки из «ВЭС»

#### Униформа
Конные карабинеры носили синие кафтаны с красной отделкой (воротник, лацканы, обшлага, подкладка), красные камзолы с рукавами, чёрный кожаный галстук с белой обшивкой. На мундире носился один, расположенный слева погон, в каждом полку своей расцветки. На ногах лосиные штаны и тупоносые сапоги-ботфорты, офицеры носили штаны красного цвета. Так же полагалась синяя епанча с красной подкладкой и замшевые перчатки с обшлагами. Головной убор — треуголка, в которую вкладывался металлический защитный каскет. Унтер-офицеры отличались золотым галуном на воротнике и обшлагах: у капралов на обшлагах галун располагался в один ряд, у вахмистров в три, у остальных унтер-офицеров — в два. В целом форма напоминала драгунскую.
В 1776 году вместо кафтанов вводят колеты, как у кирасир, но с такой же как и раньше расцветкой — синие с красными воротниками и обшлагами. По борту, полам, воротнику и обшлагам колет обшивается жёлтой гарусной тесьмой. Вместо погона теперь носится небольшой эполет, жёлтого цвета для всех полков, на правом плече — аксельбант. Поверх колета надевается красный кушак, на левом боку носится кожаная сумка-ташка обшитая красным сукном, с вышитым императорским вензелем.
В качестве вооружения полагался палаш, карабин и пара пистолетов.

## Современные карабинеры

### Италия

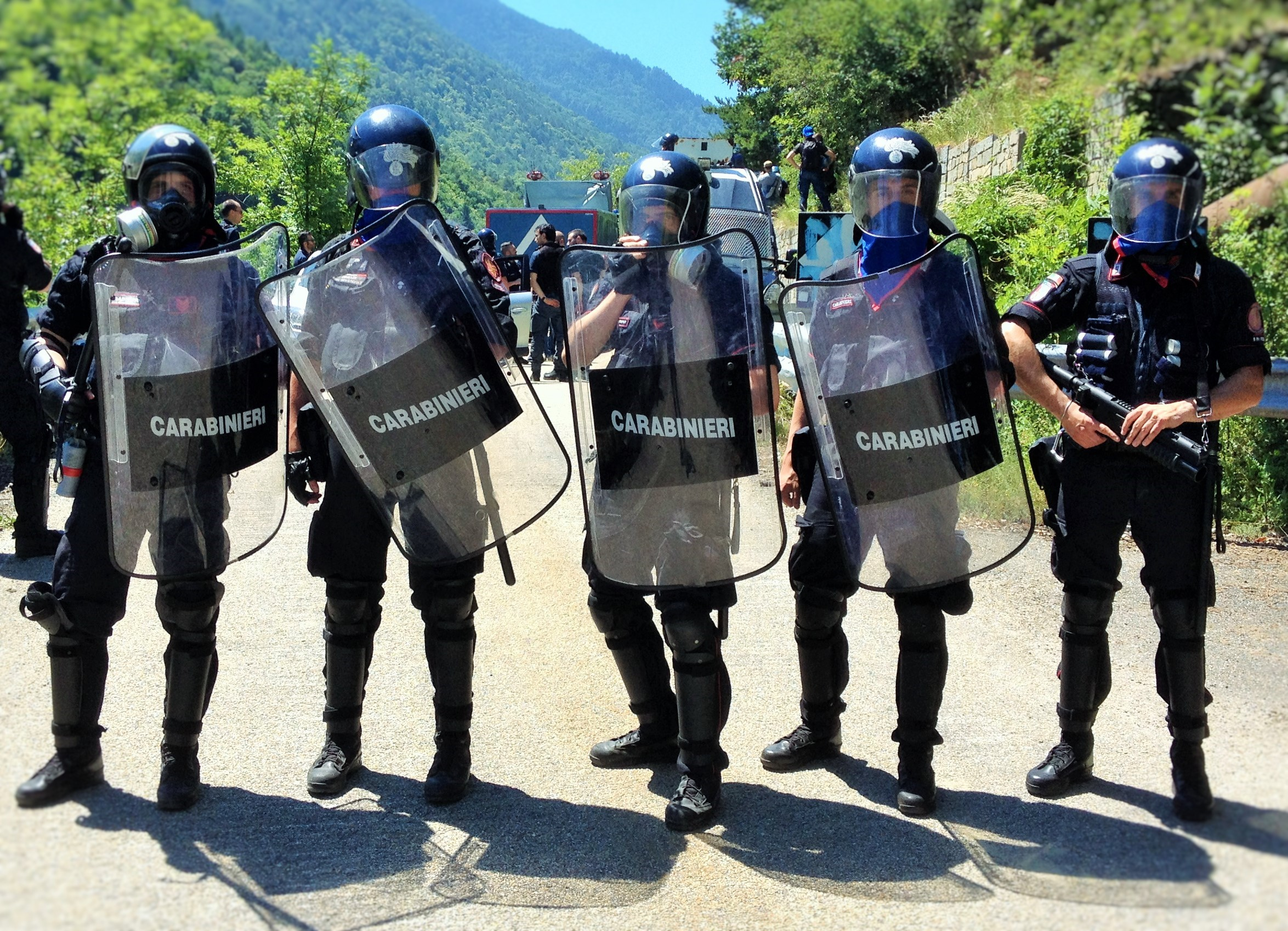
Карабинеры Италии.

Карабинеры в Италии (итал. carabinieri, официально — итал. Arma dei carabinieri, ранее — итал. Corpo dei carabinieri)  являются одним из четырёх видов Вооружённых сил Италии, наряду с Сухопутными войсками, Военно-морскими и Военно-воздушными силами государства, а также один из четырёх видов Национальных полицейских сил Италии, наряду с Государственной полицией (итал. Polizia di Stato), Финансовой гвардией (La Guardia di Finanza) и Корпусом тюремной полиции (Corpo di polizia penitenziaria)  Карабинеры исполняют полицейские функции на территории Итальянской Республики и функции военной полиции в ходе заграничных операций итальянских вооружённых сил и в составе Европейской жандармерии.
История корпуса карабинеров берет своё начало со слияния воинских частей во время объединения Италии в 1871 году — подразделениям карабинеров пришлось, помимо своих воинских обязанностей, следить также за порядком в городах.
Корпус карабинеров принимал участие во всех военных конфликтах Италии с 1871 года. Несмотря на то, что в наше время карабинеры исполняют в основном функции жандармерии, они, наравне с прочими частями итальянских вооружённых сил, участвуют в миротворческих операциях. В частности, корпус принимал участие в операциях в Косово, Афганистане и Ираке.

### Боливия

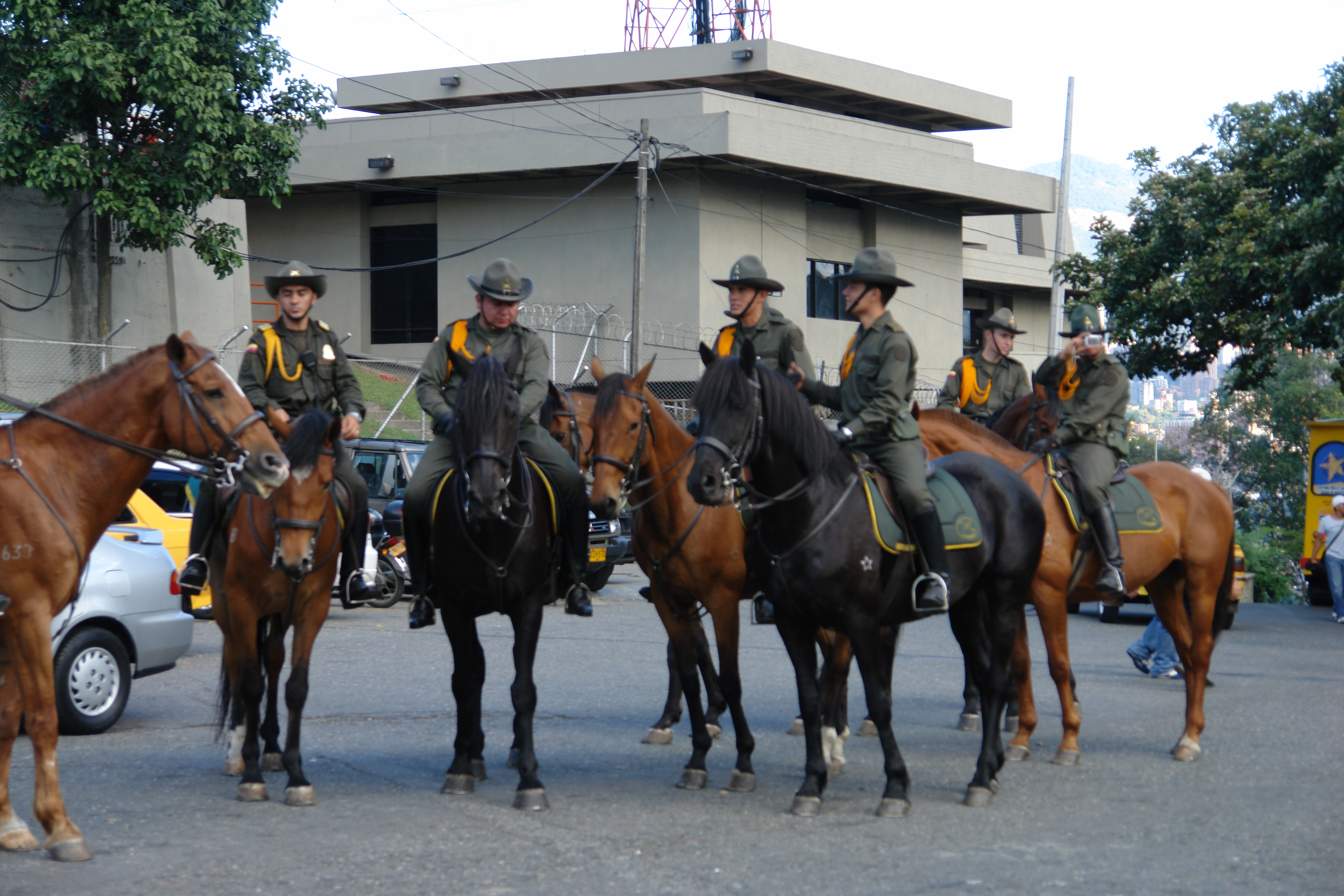
Карабинеры Боливии.

Карабинеры в Боливии — официальное название Национальной гвардии, военизированной части национальной полиции страны. Первоначально, вся полиция Боливии, сформированная в 1937 году, носила название Национальный корпус Карабинеров, но с течением времени была реформирована. По данным на начало 2000-х годов, численность Национальной гвардии составляла около 5000 человек.

### Чили

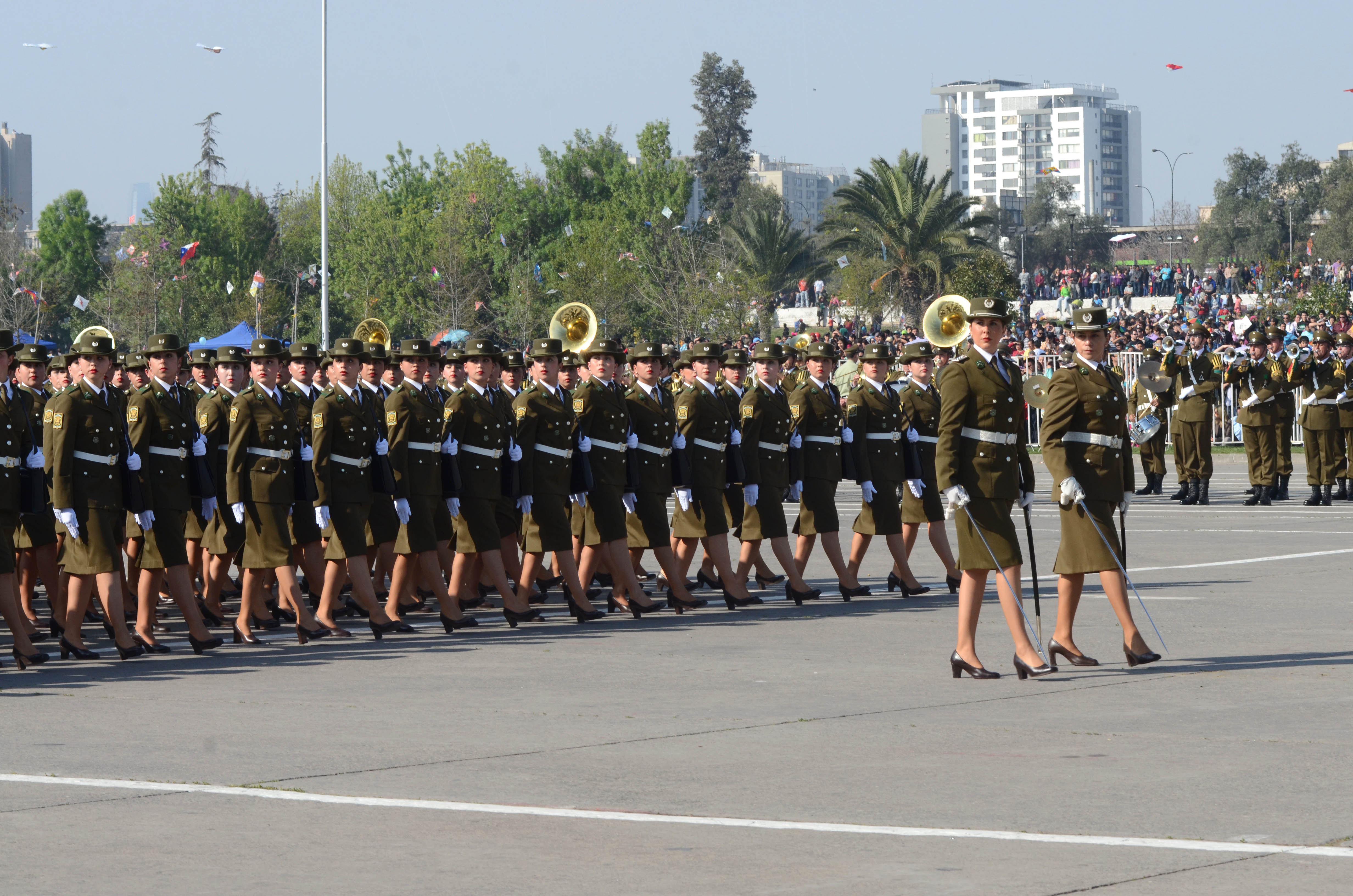
Карабинеры Чили.

Корпус Карабинеров (исп. Cuerpo de Carabineros) представляет собой национальную полицию Чили. Впервые корпус карабинеров принял на себя функции обеспечения порядка в чилийской области Араукания в 1907 году, а уже в 1927 году финансовая полиция, сельская полиция и корпус карабинеров были объединены в единую структуру под названием «Карабинеры Чили».
Карабинеры Чили, наравне с вооружёнными силами Чили, участвовали в военном перевороте 1973 года, в ходе которого был свергнут президент Сальвадор Альенде и власть перешла к А. Пиночету.

### Молдова

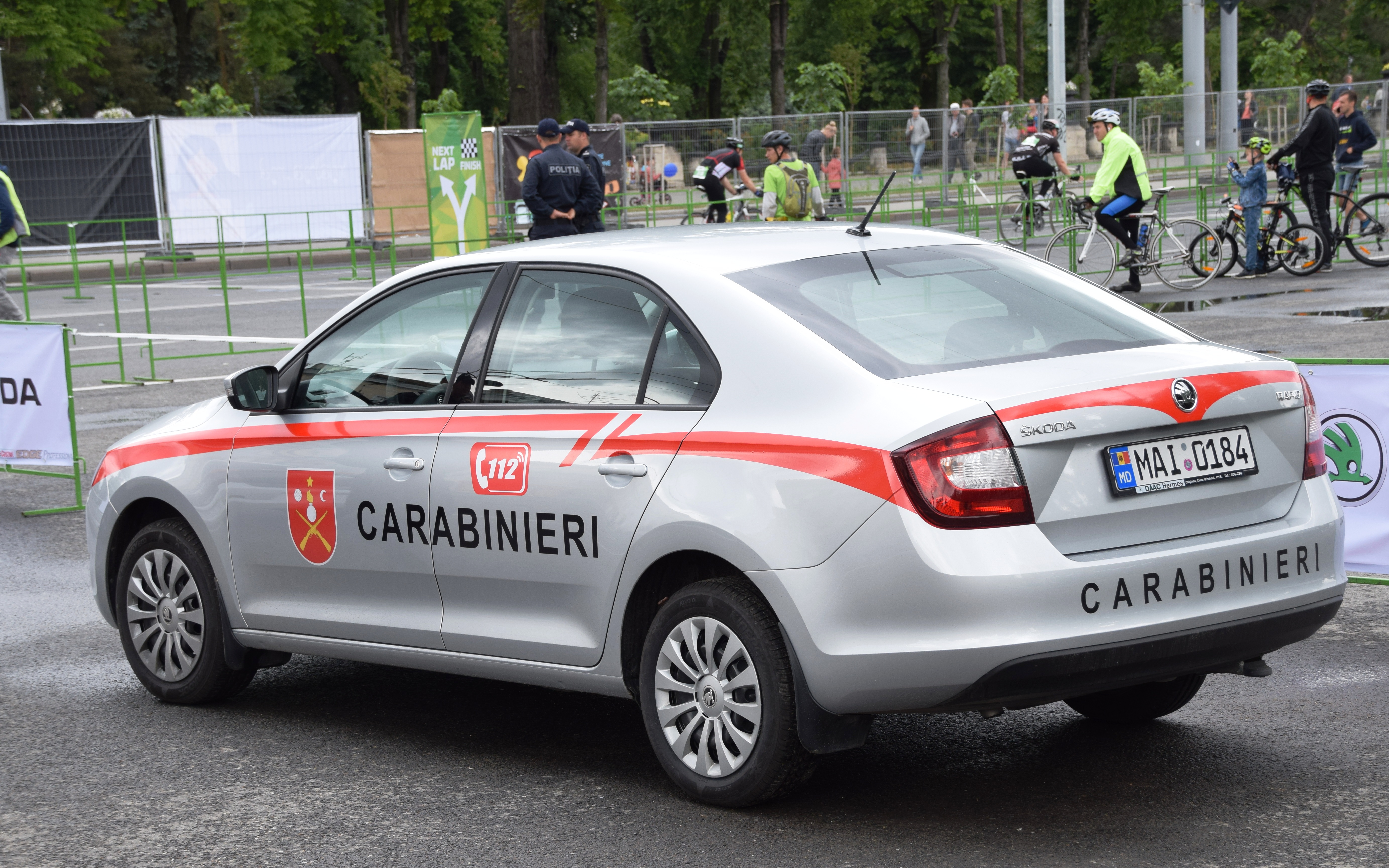
Патрульная машина карабинеров Распублики Молдова

Войска карабинеров Республики Молдова — специализированный государственный орган с военным статусом, подчинённый Министерству внутренних дел, чья миссия, совместно с полицией или независимо от неё, состоит в защите основных прав и свобод человека, поддержание, обеспечение и восстановление общественного порядка, предотвращение и раскрытие преступлений и правонарушений, защита объектов особой важности, предотвращение терроризма и борьба с ним, обеспечение режима чрезвычайного положения, осады или войны. Войска были созданы 12 декабря 1991 года после принятия Парламентом и подписания президентом Закона № 806-XII «О войсках карабинеров (внутренних войск) МВД». Войска карабинеров Республики Молдова состоят из Мобильно-оперативной бригады карабинеров (вч 1001), бригады сопровождения (вч 1002) и бригады по охране и обороне дипломатических объектов (вч 1026).